# Гуннар Тороддсен
Гуннар Тороддсен (ісл. Gunnar Thoroddsen; 29 грудня 1910 — 25 вересня 1983) — ісландський політик, прем'єр-міністр країни від лютого 1980 до травня 1983 року.

## Життєпис
1934 року закінчив юридичний факультет Університету Ісландії, продовжував свою освіту у вишах Данії, Німеччини та Великої Британії. У 1935—1940 роках мав юридичну практику в Рейк'явіку.
1934 року став депутатом альтингу від Партії незалежності, ставши наймолодшим депутатом за всю історію ісландського парламенту. У 1949—1965 та 1971—1983 роках був членом міської ради столиці, а від 1947 до 1959 року — мером Рейк'явіка.
У 1959—1965 роках очолював міністерство фінансів. Після цього до 1969 року був послом Ісландії в Данії. Брав участь у президентських виборах 1968 року, але програв Крістьяну Елд'ярну. Від 1968 до 1976 року був членом Верховного суду. У 1974—1978 роках обіймав посаду міністра промисловості й соціальної політики в кабінеті Гейра Гадльгрімссона.
1980 року сформував коаліційний уряд, ставши найбільш віковим головою уряду Ісландії.